# Kaspar Rynkeby
Kaspar Rynkeby (født 19. marts 1982) er en tidligere dansk fodboldspiller.
Rynkeby fik sin første professionelle kontrakt med Silkeborg IF efter han havde spillet hos AaB i ungdomsårene. I Silkeborg stod han lige foran et gennembrud på holdet, inden skader satte ham ud af spillet.
I februar 2002 skiftede han til Viborg FF på en kontrakt gældende til 1. juni samme år. Kontrakten blev senere forlænget så den var gældende til 30. juni 2004. Men igen kom der skader i vejen for spilleren. Han opnåede kun 8 kampe for midtjyderne, scorede 2 mål i Superligaen. I august 2003 blev han udlejet til FC Nordjylland. Han sluttede sine år som fodboldspiller i Hjørring.